# Dendropaemon haroldi
Dendropaemon haroldi är en skalbaggsart som beskrevs av Olsoufieff 1924. Dendropaemon haroldi ingår i släktet Dendropaemon och familjen bladhorningar. Inga underarter finns listade i Catalogue of Life.